# Marcela Ríos
Marcela Alejandra Ríos Tobar (Santiago, 14 de diciembre de 1966) es una socióloga, politóloga y política chilena, militante del Frente Amplio. Entre marzo de 2022 y enero de 2023 se desempeñó como ministra de Justicia y Derechos Humanos de su país, bajo el gobierno del presidente Gabriel Boric. Actualmente se desempeña como directora regional de América Latina y el Caribe del Instituto Internacional para la Democracia y Asistencia Electoral.

## Familia y estudios
Hija de Carlos Gonzalo Ríos Gordillo e Hilda Luisa Tobar Silva, realizó sus estudios superiores en la carrera de sociología en la Universidad de York, Canadá, y luego cursó un magíster en ciencias sociales en la Facultad Latinoamericana de Ciencias Sociales (FLACSO) en la Ciudad de México DF terminando en 1994. Además completo un doctorado en ciencia política en la Universidad de Wisconsin-Madison, Estados Unidos.

## Trayectoria profesional
Ha ejercido su profesión en el sector público y privado, trabajando de esa manera durante más de catorce años en el Programa de las Naciones Unidas para el Desarrollo (PNUD) como oficial de gobernabilidad PNUD Chile y Representante Residente Adjunta PNUD. También fue vicepresidenta del directorio de la organización Comunidad Mujer. Paralelamente, fue profesora en las universidades de Chile, de Santiago, y Diego Portales.
Por otra parte, durante el primer gobierno de Michelle Bachelet, integró la Comisión para la Reforma al Sistema Electoral (2006), mientras que bajo el segundo gobierno de Bachelet, participó en las comisiones para la Reforma al Sistema de Pensiones (2014-2015) y, la Contra Conflictos de Interés, Tráfico de Influencias y la Corrupción (2015).

## Trayectoria política
Feminista y militante del partido Convergencia Social (CS), el 21 de enero de 2022 el entonces presidente electo, Gabriel Boric, anunció su nombramiento como ministra de Justicia y Derechos Humanos, siendo la séptima mujer de la historia en el cargo. Asumió esa función el 11 de marzo de 2022, con el inicio formal de la administración. Presentó su renuncia a dicha repartición el 7 de enero de 2023, luego de que se presentara una acusación constitucional en su contra debido a que el gobierno otorgara trece indultos a personas que participaron en acciones violentas durante el «estallido social» en octubre de 2019.